# Poarta Meridian

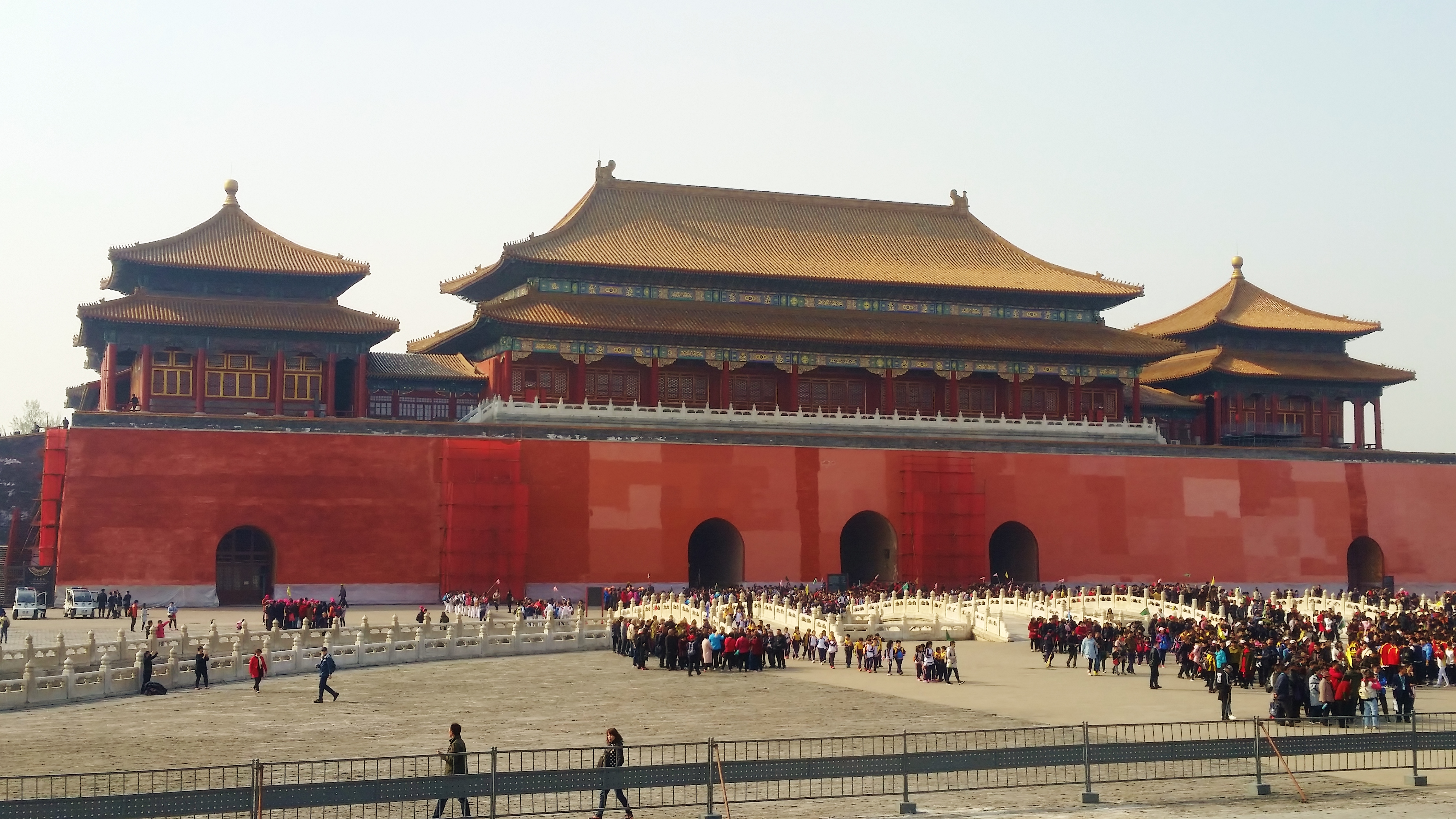
Poarta Meridian văzută din nord. Cele cinci arcade sunt vizibile

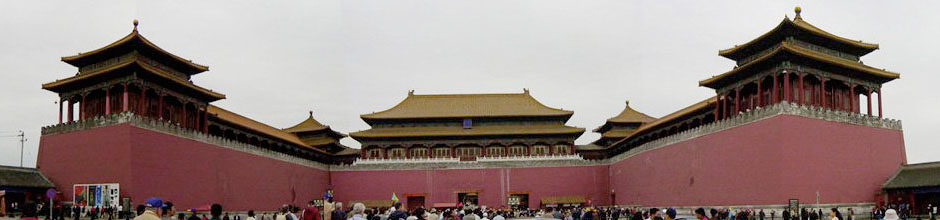
Poarta Meridian, privită din sud

Poarta Meridian sau Wumen (în chineză simplificată: 午门; chineză tradițională: 午門; pinyin: Wǔmén; Manchu: ᠵᡠᠯᡝᡵᡤᡳ
ᡩᡠᠯᡳᠮᠪᠠᡳ
ᡩᡠᡴᠠ; Möllendorff: julergi dulimbai duka) este poarta de sud și totodată cea mai mare poartă a Orașului Interzis din Beijing, China. Spre deosebire de alte porți ale Orașului Interzis, Poarta Meridian are două brațe proeminente de fiecare parte, derivate din vechile turnuri que folosite în mod tradițional pentru a decora principalele intrări în palate, temple și morminte. Poarta are cinci arcade. Cele trei arcade centrale sunt apropiate una de cealaltă în secțiunea centrală. Celelalte două arcade se află câte una în fiecare laterală, pe flancuri, între zona centrală și brațele proeminente. Arcada centrală era rezervată doar pentru Împărat, cu excepția Împărătesei, care putea intra doar o dată, în ziua nunții sale, și primilor trei savanți de la examenele trienale pentru serviciul public, care plecau de la examene prin arcul central. Toți ceilalți oficiali și servitori foloseau celelalte patru arcade.
Suprastructura porții este formată din mai multe clădiri. Cea centrală este un pavilion de nouă arcade, cu două rânduri de streșini. Pe fiecare din cele două proeminențe laterale, câte o clădire lungă de 13 arcade, cu o singură streașină, conectează două pavilioane cu acoperiș piramidal care reprezintă turnurile que. 
Suprastructura acesteia este numită „Turnurile Cinci Phoenix”, deoarece aceasta este compusă din cinci clădiri. Almanahurile și proclamațiile imperiale erau emise de la casa porții. După campanii de succes, Împăratul primea aici prizonierii de război, audiențe care erau uneori urmate de decapitări în masă.
Există legende urbane care afirmă că aici erau executați ofițerii de rang înalt în China imperială. În realitate, aici se aplicau doar pedepse corporale.
În spatele privitorului este Poarta Verticalității, intrarea principală în palatul imperial.
Când se continuă spre nord prin palat, următoarea poartă importantă întâlnită este Poarta Armoniei Supreme.